# 小行星9420
小行星9420（9420 Dewar）是一颗绕太阳运转的小行星，为主小行星带小行星。该小行星于1995年12月14日发现。

## 轨道参数
小行星9420的轨道半长轴为2.2698869 UA，离心率为0.090。